# Paragorgopis stapes
Paragorgopis stapes är en tvåvingeart som beskrevs av Kameneva 2004. Paragorgopis stapes ingår i släktet Paragorgopis och familjen fläckflugor.
Artens utbredningsområde är Peru. Inga underarter finns listade i Catalogue of Life.